# Weihwasserbecken (Corme-Royal)

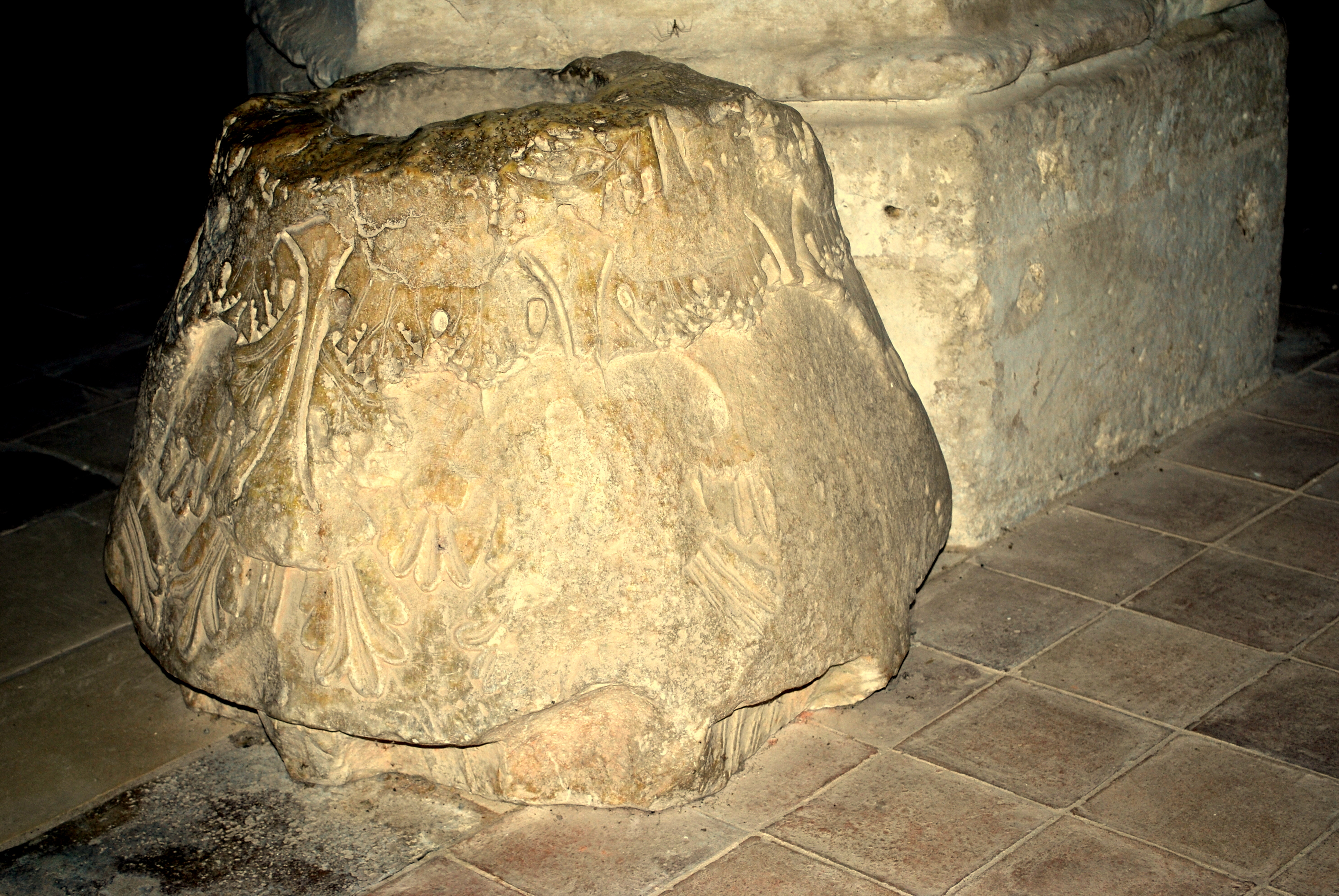
Weihwasserbecken in Corme-Royal

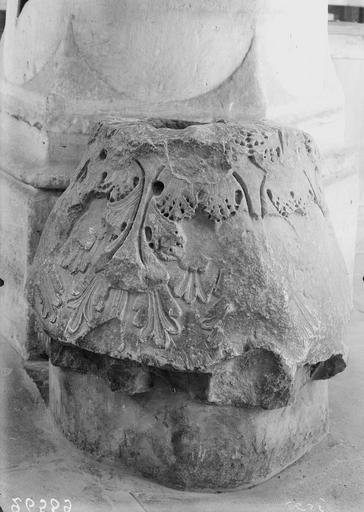
Aufnahme vor 1927

Das Weihwasserbecken in der Kirche St-Nazaire in Corme-Royal, einer französischen Gemeinde im Département Charente-Maritime der Region Nouvelle-Aquitaine, ist seit 1908 als Monument historique in die Liste der denkmalgeschützten Objekte (Base Palissy) in Frankreich aufgenommen. 
Das Weihwasserbecken aus weißem Marmor wurde aus einem umgearbeiteten gallo-römischen Kapitell geschaffen. Das Relief in Form von Akanthusblättern ist kaum noch zu erkennen.